# Gisikon
Gisikon är en ort och kommun i distriktet Luzern-Land i kantonen Luzern, Schweiz. Kommunen har 1 503 invånare (2023).